# Opel GT
L'Opel GT è un'automobile sportiva prodotta dalla casa tedesca Opel presentata per la prima volta nel 1968 e prodotta sino al 1973.

## Storia e profilo

### Genesi del modello
La genesi della GT risale ai primi anni '60 del secolo scorso: fu infatti nel 1962 che i vertici General Motors (di cui la Opel all'epoca faceva parte) decisero di dare un'impronta differente alla gamma delle vetture Opel, fino a quel momento caratterizzate da una rassicurante aura di solidità, razionalità e tranquillità nelle prestazioni, ma assolutamente non da grinta e non da una certa dose di sportività per renderle più appetibili anche da una clientela tradizionalmente orientata verso altri marchi. Per questo motivo, alla sede di Rüsselsheim venne trasferito l'americano Clare MacKichan come capo del design del marchio tedesco. Al suo fianco venne costituita una folta équipe di designer, tra cui il tedesco Erhard Schnell, assegnato alla direzione del reparto N10. Ufficialmente, il compito della nuova squadra fu quella di rendere più accattivante la gamma delle berline fino a quel momento in gamma. In realtà, fu proprio Schnell a lavorare di nascosto ad una coupé di fascia media quando non impegnato negli incarichi ufficiali. Solo il suo diretto superiore MacKichan sapeva di questa sua attività sottobanco, ma lasciò correre in modo da lasciare libero sfogo alla creatività di Schnell. Tale progetto segreto venne svelato al resto della dirigenza Opel e General Motors solo nel 1964, quando venne inaugurato il nuovo Centro Stile Opel, il più grande polo di design automobilistico d'Europa. Non vi era ancora una vettura vera e propria, ma solo alcuni abbozzi su carta o poco più. L'idea di Schnell venne presentata come dimostrazione delle potenzialità del nuovo Centro Stile in modo da stimolare maggiormente la potenziale clientela ad avvicinarsi finalmente al marchio Opel. 
L'idea venne approvata dai vertici GM e immediatamente iniziò il lavoro per cercare di definire nel più breve tempo possibile le linee della nuova sportiva, una sportiva che si voleva lontana dal resto della produzione per quanto riguardava il design. Non si voleva, cioè, realizzare una coupé che fosse solo una versione a due porte e padiglione basso di una berlina già esistente, ma qualcosa di nettamente diverso, pur se basata su meccanica derivata dalla grande produzione in serie. Per realizzare il primo modello in scala 1:1, si scelse di partire dall'abitacolo, perché prima di tutto si cercò di conferire il massimo livello di ergonomia e di impostazione sportiva del posto guida. Da lì vennero poi disposte la meccanica e il motore, dopodiché solo in ultima battuta, attorno a questo complesso venne disegnata e realizzata la carrozzeria. Quest'ultima venne scelta fra più proposte di stile in quanto particolarmente grintosa nelle forme, ma anche in grado di soddisfare i requisiti relativi alla disposizione di meccanica, motore ed abitacolo. Il primo modello in scala 1:1 venne realizzato in creta.
Si arrivò così al salone dell'automobile di Francoforte del 1965, quando fu presentato il prototipo Opel Experimental GT, primo vagito in pubblico del progetto destinato a realizzare la futura GT. La Experimental GT era una vettura creata sulla base della Kadett B e con un propulsore 1900 cm³ da 90 CV, derivato da quello montato sulle contemporanee Rekord B. Il prototipo suscitò clamore per via delle sue linee aerodinamiche, per gli allestimenti interni di stampo nettamente sportivo e per il corpo vettura dal baricentro basso che ricordava abbastanza da vicino la concept car Mako Shark II presentata a New York alcuni mesi prima con marchio Chevrolet (anche la Chevrolet era appartenente al gruppo General Motors).

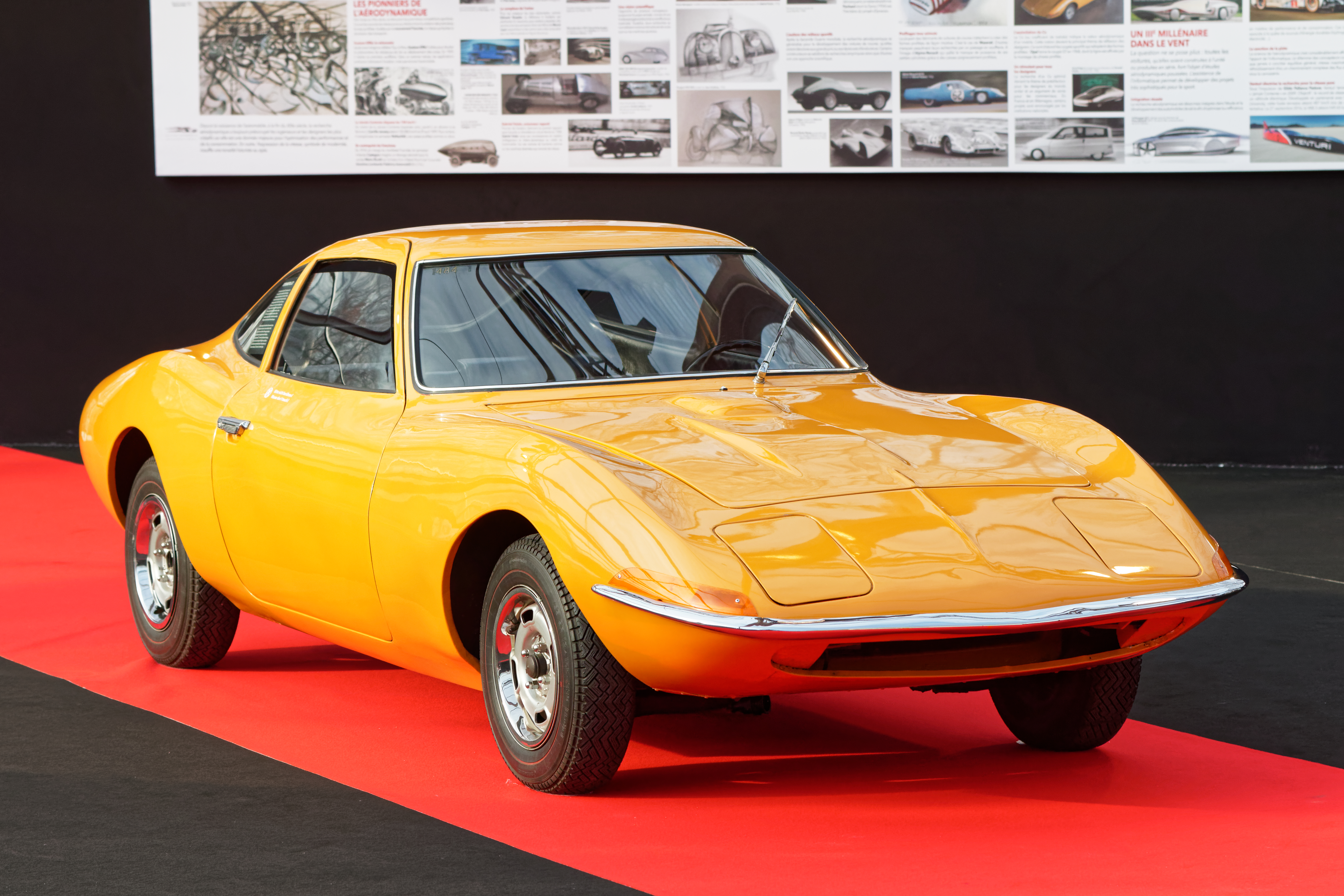
La Opel Experimental GT

La concept Experimental GT fu in pratica un modo per saggiare il gradimento del pubblico nei confronti di un'eventuale inedita sportiva Opel. E il pubblico, di fatto gradì, anche se il consiglio di amministrazione della General Motors faticò ancora a digerire completamente l'idea di una sportiva da inserire in una gamma fatta di paciose berline e giardinette. Inoltre, prevedendo che questo modello avrebbe fatto gola anche al mercato statunitense, il direttivo GM impose di rendere più americaneggianti le linee della concept Experimental GT, certamente gradevoli, ma anche migliorabili. Per questo motivo, ci si rifece allo stile della Mako Shark II, simile in più punti alla concept di Francoforte, ma anche più sinuosa ed accattivante. A tale scopo vennero richiamati in Germania altri designer, tra cui Anatole Lapine, George Gallion e Chuck Jordan, che sostituì MacKichan alla guida del settore design della Opel. Oltre ad apportare le necessarie migliorie stilistiche, vennero condotti anche studi sul fronte dell'aerodinamica: gli ultimi affinamenti effettuati in galleria del vento portarono così all'ottenimento di un Cx migliore rispetto alla Porsche 911.
Un ulteriore problema si ebbe quando il successo di vendite della Kadett B portò allo sfruttamento totale delle linee di assemblaggio dello stabilimento di Bochum, in precedenza designato come impianto destinato anche alla produzione della futura GT. L'impossibilità di utilizzare l'impianto di Bochum costrinse quindi lo stato maggiore della Opel a cercare un carrozziere esterno per la realizzazione delle scocche nude. Tale carrozziere venne individuato nella francese Brissonneau & Lotz che, per motivi organizzativi, appaltò gran parte del lavoro alla carrozzeria Chausson di Gennevilliers, che realizzò le scocche grezze, mentre la Brissoneau & Lotz si occupò della verniciatura e delle finiture. Le scocche così approntate vennero poi inviate a Bochum, dove venne effettuato l'assemblaggio definitivo con il montaggio dei gruppi meccanici.
Il debutto ufficiale del modello definitivo avvenne in concomitanza coi Saloni autunnali del 1968.

#### Design esterno ed interno

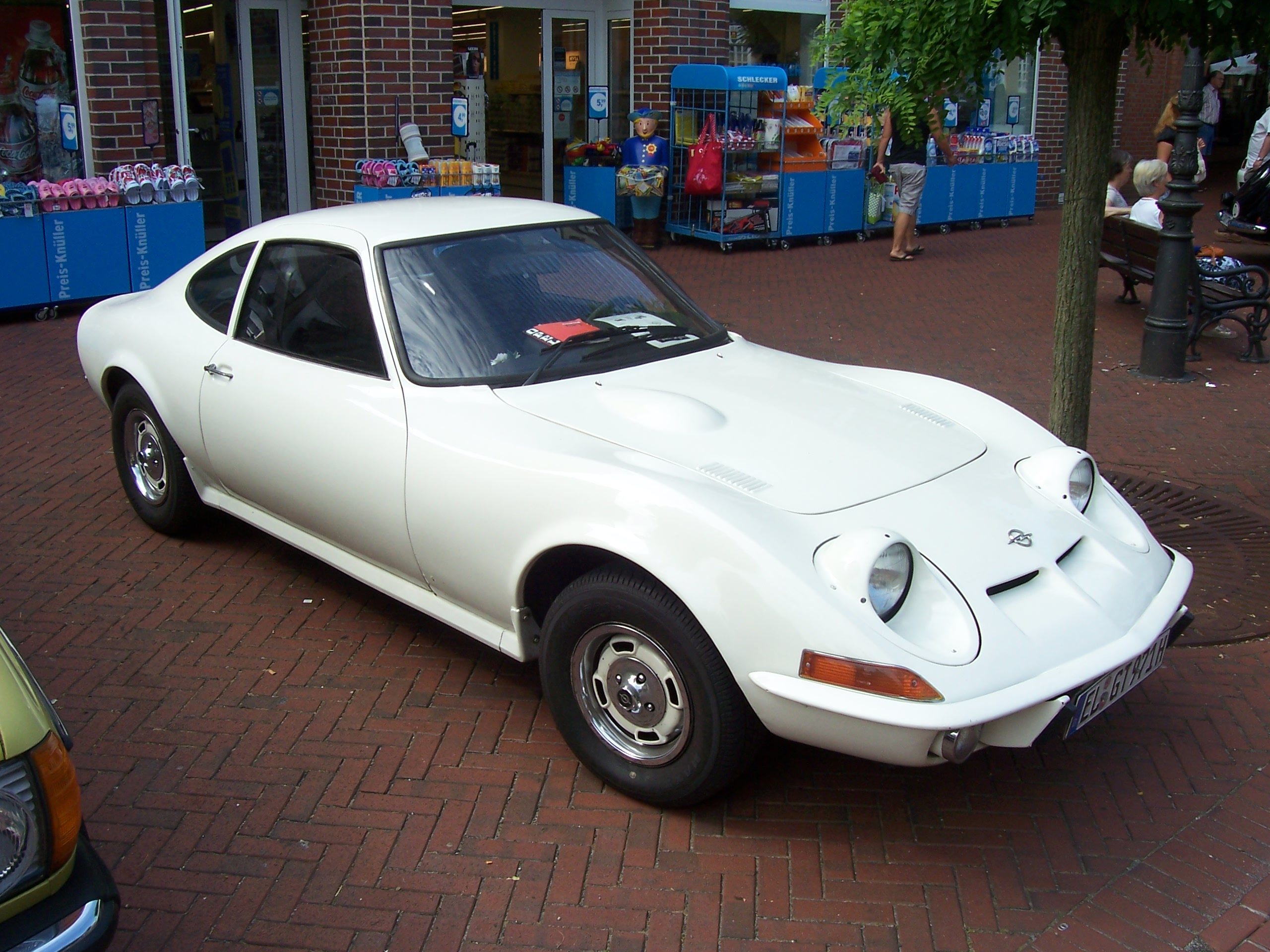
Una Opel GT coi fanali alzati

Compatta ma filante, la GT era caratterizzata da una linea muscolosa ed aggressiva, che riprendeva in toto quelli che erano i motivi stilistici salienti della concept Mako Shark II, compresa la particolare forma "a bottiglia di Coca-Cola" visibile osservando la vettura dall'alto. Il frontale era appuntito (tra l'altro proprio grazie all'arretramento del motore) e caratterizzato dalla presenza di fari a scomparsa che venivano azionati mediante un comando meccanico e ruotavano sul loro asse longitudinale. I parafanghi anteriori molto prominenti, si sviluppavano fino ad oltre l'altezza del lungo cofano motore disegnando un profilo a onda che percorreva l'intera vettura lungo la linea di cintura e lungo la sagoma del parafango posteriore. Il parabrezza era relativamente generoso come superficie, mentre sensibilmente più ridotte erano le altre superfici vetrate, un aspetto peraltro comprensibile se si considera la tipologia di vettura. Il padiglione era molto rastremato e introduceva ad una coda raccolta e tronca, provvista di un piccolo accenno di spoiler integrato e dominata dai doppi fari circolari, anch'essi ispirati a quelli della Corvette C3. Altra particolarità della parte posteriore erano le feritoie di sfiato sopra il lunotto per lo smaltimento dell'aria dall'abitacolo.
L'abitacolo era omologato per sole due persone, con un posto guida dominato dal grande gruppo plancia-cruscotto di forma squadrata, con due grandi strumenti circolari dietro al volante a calice a tre razze e tre strumenti secondari sulla console centrale (amperometro, manometro per l'olio e termometro dell'acqua). Degno di nota era l'utilizzo di sedili sportivi sagomati e con poggiatesta integrato. La GT debuttò solo tre anni dopo la pubblicazione del libro Unsafe at any speed di Ralph Nader, un libro che fra l'altro coinvolse direttamente il gruppo GM, accusato di produrre auto molto insicure e pericolose. Per questa ragione, si cercò di indirizzare parte della progettazione anche in direzione della sicurezza passiva. In questo senso vanno inquadrate soluzioni come le imbottiture su plancia e volante, oppure gli stessi sedili con poggiatesta integrato che vanno a proteggere il collo degli occupanti in caso di tamponamento da dietro. Per quanto riguardava la dotazione, la pecca più imperdonabile stava però nell'assenza di un vero e proprio bagagliaio: posteriormente non vi era infatti alcun vano apribile, ma semplicemente il serbatoio carburante, e la ruota di scorta si trovava in fondo al piccolo spazio dietro ai due sedili, spazio che fungeva appunto anche da piccolo bagagliaio.

#### Struttura, meccanica e motori

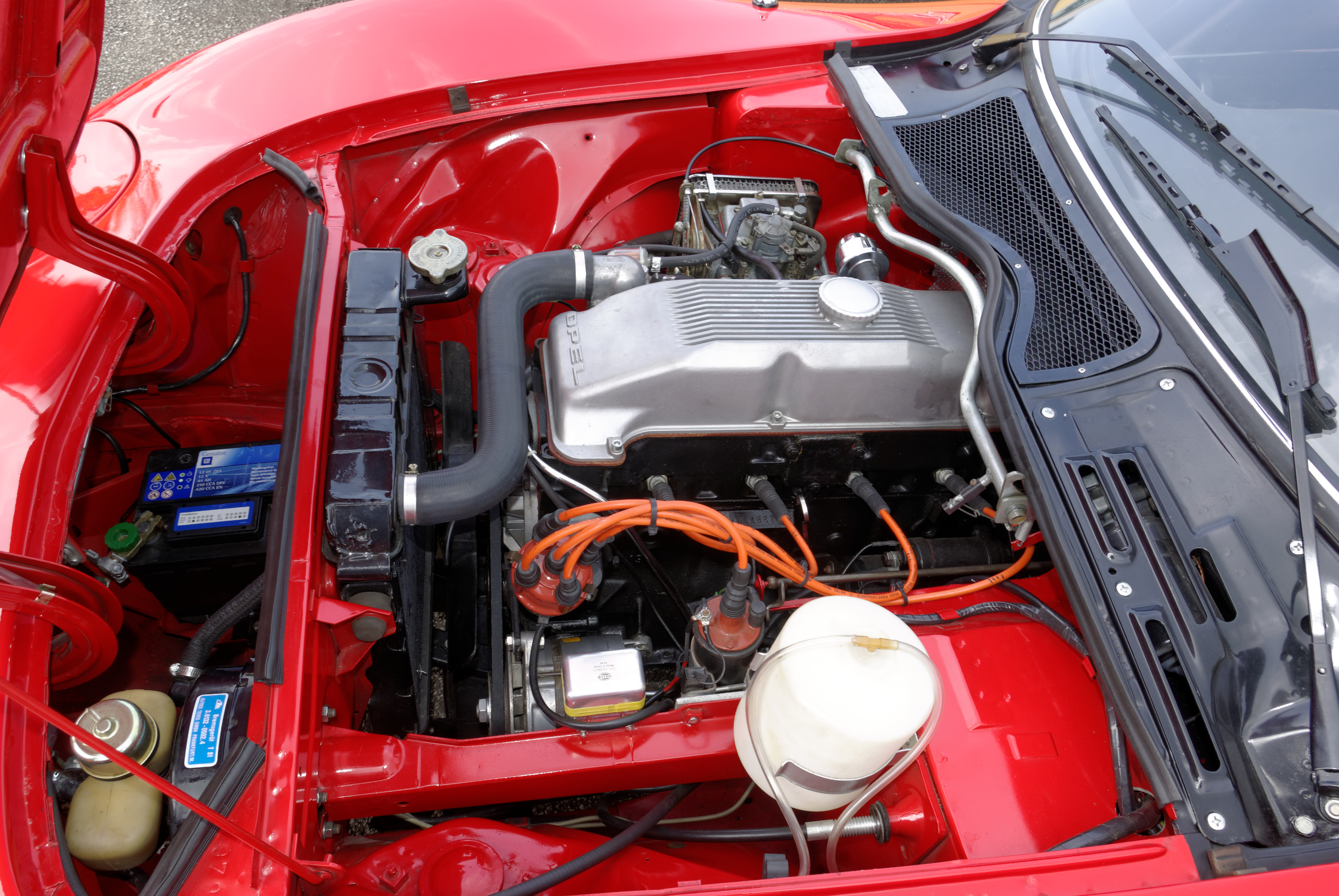
Il vano motore di una Opel GT 1900

Gli accorgimenti sul fronte della sicurezza erano evidenti anche sul piano tecnico e già a partire dalla struttura stessa della vettura, che prevedeva una scocca portante in lamiera d'acciaio a deformazione programmata. Un'altra soluzione in tal senso degna di essere menzionata era lo sterzo con piantone collassabile. A tal proposito, vale anche la pena aggiungere che lo sterzo si avvaleva di una raffinata soluzione a circolazione di sfere, tipico di vetture di ben più alto lignaggio. La meccanica telaistica era per il resto simile a quella delle contemporanee Kadett B, con tarature affini a quelle delle versioni più potenti, anche se con una differenza sostanziale al retrotreno, sempre del tipo ad assale rigido con barra Panhard, ma con molle elicoidali al posto delle balestre longitudinali. L'avantreno conservò invece la già collaudata soluzione a ruote indipendenti e a bracci sovrapposti con balestra trasversale. Posteriormente era montata anche una barra stabilizzatrice, che all'avantreno era ottenibile a richiesta. Sia davanti sia dietro erano presenti ammortizzatori idraulici telescopici. L'impianto frenante era di tipo misto come nelle Kadett di fascia alta e medio-alta.
Al suo debutto, la Opel GT fu prevista in due motorizzazioni:
- GT 1100, equipaggiata con lo stesso motore della Kadett SR 1100, ossia un'unità da 1078 cm3 con alimentazione a due carburatori Solex, distribuzione ad asse a camme laterale ed in grado di erogare una potenza massima di 60 CV, versione non prevista per il mercato italiano.
- GT 1900, spinta da un motore di origine Rekord C, anche se da un anno esso venne montato anche sotto il cofano di alcune Kadett Coupé. Si trattava di un motore da 1897 cm3, con alimentazione a carburatore doppio corpo Solex, distribuzione ad asse a camme in testa e con potenza massima di 90 CV.Non venne adottato, neppure a richiesta, nonostante anticipazioni contrarie, il motore "Sprint", capace di 106 CV.

Scelta obbligata per il tipo di cambio, un manuale a 4 marce dotato di coppia conica ipoide. A richiesta, sulla GT 1900 era possibile avere il differenziale autobloccante, non previsto invece sulla GT 1100. Sempre a richiesta e sempre solo sulla GT 1900, era possibile avere un cambio automatico a 3 rapporti.

### La carriera commerciale
Mentre gli esemplari destinati al Vecchio Continente vennero distribuiti dalla rete ufficiale Opel, quell destinati al mercato USA vennero distribuiti oltreoceano mediante la rete Buick, altro marchio gravitante nell'orbita della General Motors. Gli aggiornamenti occorsi alla gamma della GT furono quasi tutti di dettaglio. A fine estate del 1969, ad esempio, il paraurti anteriore che fino a quel momento era in due pezzi, venne sostituito da uno in un pezzo unico, mentre all'interno comparve un vano portaoggetti sul tunnel. Numerosi altri aggiornamenti di dettaglio (volante, comando fari, posacenere, manovella alzacristalli, ecc) vennero apportati nell'agosto del 1970, anche se la novità più rilevante fu la cancellazione dal listino della versione con motore da 1,1 litri perché poco richiesta dal mercato a causa delle sue prestazioni modeste. In realtà, da quel momento le vendite calarono bruscamente anche per la versione con motore da 1,9 litri, giacché l'entrata in listino della Manta A innescò un fenomeno di cannibalismo commerciale: la Manta era infatti omologata per quattro persone, possedeva un vero bagagliaio e consentiva una maggior praticità.
Il 12 marzo del 1971 venne introdotta in listino la GT/J, ossia una 1900 con allestimento semplificato e quindi anche con prezzo ridotto: in questo modo si volle da una parte sostituire la 1100 con un modello più economico della 1900 ma con prestazioni altrettanto brillanti, mentre dall'altra si volle continuare a tenere vivo l'interesse nei confronti di questo modello. Nello stesso anno, a causa delle leggi anti-inquinamento statunitensi, il propulsore da 1,9 litri, l'unico rimasto nella gamma, subì una revisione che portò ad una leggera diminuzione della potenza a 85 CV, ma solo negli esemplari destinati oltreoceano.
Ulteriori aggiornamenti (cerchi, luci posteriori con illuminazione per la retromarcia integrata, orologio, scritte identificative, ecc) si ebbero fra il 1971 e il 1973. Nell'autunno del 1972, limitatamente al mercato italiano, arrivarono per il motore 1,9 litri cassette di trasformazione ufficiali dovute a Virgilio Conrero che, grazie a 2 carburatori doppio corpo, fecero aumentare per GT e GT/J la potenza a 125 CV DIN a 6200 giri/min e la velocità massima a 205 chilometri orari con un supplemento di prezzo di Lit. 350.000 + montaggio. Nel luglio del 1973 cessò la produzione della GT, che non venne mai sostituita da un modello veramente simile in tutto e per tutto, anche se in genere si assume la Manta come sua legittima erede. La stragrande maggioranza della produzione della GT fu destinata al mercato statunitense e solo in una percentuale molto più bassa sono state commercializzate in Europa.
Nell'arco dei suoi anni di produzione ne sono stati prodotti più di 103.463 esemplari, di cui solo 3.573 nella cilindrata minore da 1.1 litri. Di questi, ben 70.564 furono destinati oltreoceano.

### Attività sportiva

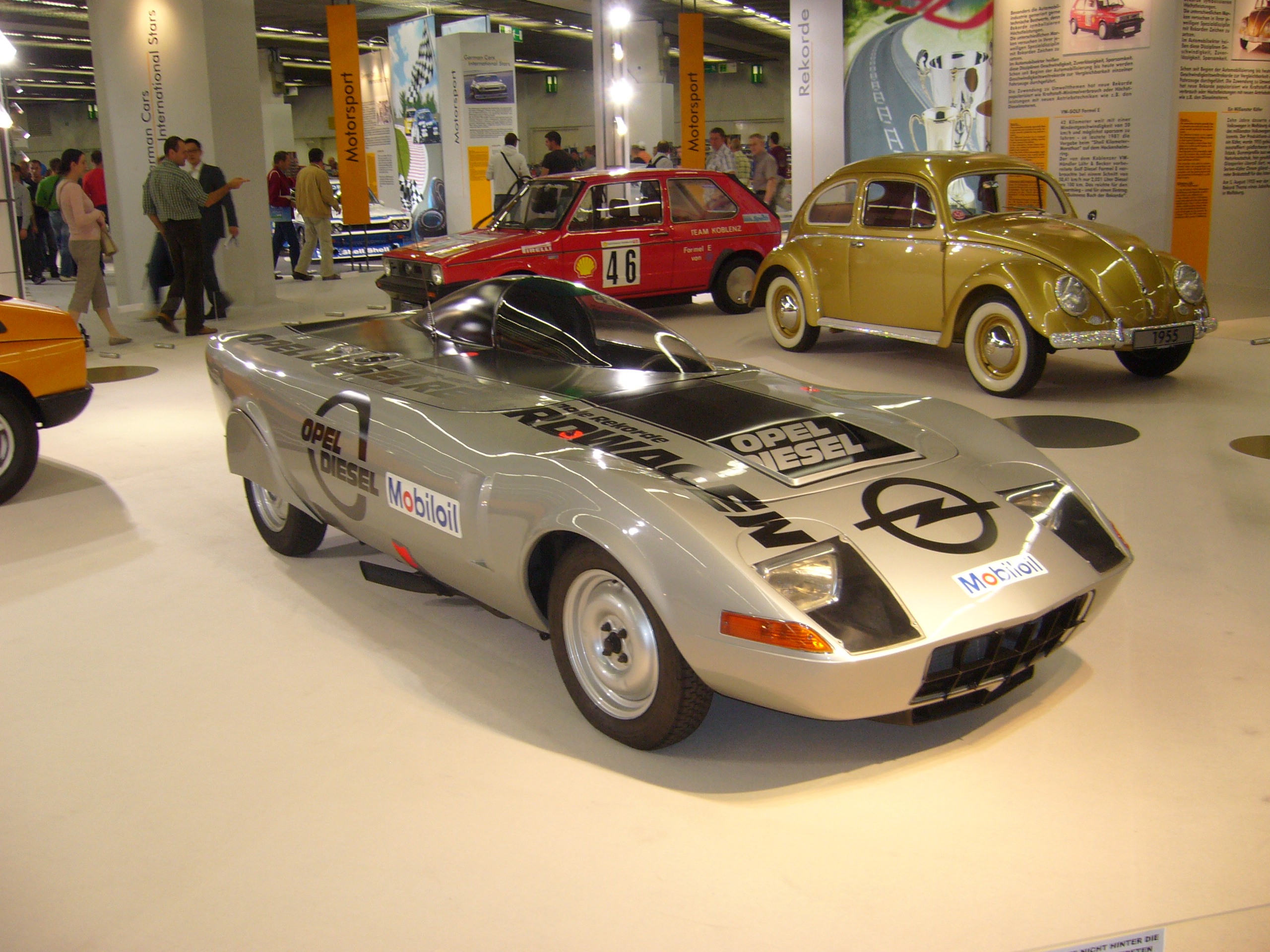
Una Opel GT in versione barchetta da competizione

Grazie alla robustezza della meccanica, le Opel GT furono impiegate anche nel mondo delle competizioni. In particolare, fu la più potente GT 1900 a trovare spazio in tale campo e validi preparatori si ebbero anche in Italia, dove la Autotecnica Conrero realizzò alcuni esemplari di Gruppo 2 dotati di una potenza massima di 170 CV. Alcuni di questi esemplari ottennero nel 1969 dei buoni risultati in alcune gare in salita.
Una delle prime vittorie si ebbe nel 1970, al termine della gara in salita Bressanone-Sant'Andrea: la Opel GT 1900, pilotata da Giampaolo Benedini, capace di 190 CV ed omologata in Gruppo 4, si piazzò davanti ad una dozzina di Porsche 911.
Alla Targa Florio del 1971, la Opel GT 1900 pilotata da Salvatore Calascibetta ottenne il primo posto in Gruppo 4 nella sua classe ed il nono posto assoluto, sbaragliando nuovamente avversarie come le temutissime Porsche 911.
Nel 1972, una Opel GT 1900 della potenza di 225 CV, e nuovamente preparata da Conrero, fu condotta alla vittoria da Alberto Rosselli, che si piazzò primo nella categoria fino a 2 litri ed ottavo assoluto in occasione della Coppa Intereuropa di Monza.
Anche alcuni anni dopo la sua uscita dai listini, la Opel GT continuò ad essere utilizzata nelle competizioni, specialmente da piloti privati.

### Dati tecnici
| Caratteristiche tecniche - Opel GT 1900 (tra parentesi i dati della GT 1100)         | Caratteristiche tecniche - Opel GT 1900 (tra parentesi i dati della GT 1100) | Caratteristiche tecniche - Opel GT 1900 (tra parentesi i dati della GT 1100) | Caratteristiche tecniche - Opel GT 1900 (tra parentesi i dati della GT 1100) | Caratteristiche tecniche - Opel GT 1900 (tra parentesi i dati della GT 1100) | Caratteristiche tecniche - Opel GT 1900 (tra parentesi i dati della GT 1100) |
| ------------------------------------------------------------------------------------ | --- | --- | --- | --- | --- |
|                                                                                      | | | | | |
| Configurazione                                                                       | | | | | |
| Carrozzeria: Coupé                                                                   | Carrozzeria: Coupé | Posizione motore: anteriore longitudinale | Posizione motore: anteriore longitudinale | Trazione: posteriore | Trazione: posteriore |
| Dimensioni e pesi                                                                    | | | | | |
| Ingombri (lungh.×largh.×alt. in mm): 4.113 × 1.580 × 1.225                           | Ingombri (lungh.×largh.×alt. in mm): 4.113 × 1.580 × 1.225 | Ingombri (lungh.×largh.×alt. in mm): 4.113 × 1.580 × 1.225 | Ingombri (lungh.×largh.×alt. in mm): 4.113 × 1.580 × 1.225 | Diametro minimo sterzata: 10,8 m | Diametro minimo sterzata: 10,8 m |
| Interasse: 2.431 mm                                                                  | Interasse: 2.431 mm | Carreggiate: anteriore 1.250 - posteriore 1.280 mm | Carreggiate: anteriore 1.250 - posteriore 1.280 mm | Altezza minima da terra: 140 mm | Altezza minima da terra: 140 mm |
| Posti totali: 2                                                                      | Posti totali: 2 | Bagagliaio: | Bagagliaio: | Serbatoio: 55 lt | Serbatoio: 55 lt |
| Masse                                                                                | / in ordine di marcia: 940 (845) kg | / in ordine di marcia: 940 (845) kg | / in ordine di marcia: 940 (845) kg | / in ordine di marcia: 940 (845) kg | / in ordine di marcia: 940 (845) kg |
| Meccanica                                                                            | | | | | |
| Tipo motore: 4 cilindri in linea ciclo Otto, corsa corta, in alluminio               | Tipo motore: 4 cilindri in linea ciclo Otto, corsa corta, in alluminio | Tipo motore: 4 cilindri in linea ciclo Otto, corsa corta, in alluminio | Cilindrata: 1.897, alesaggio e corsa: 93 x 69,8 mm (1.078, alesaggio e corsa 75 x 61 mm) cm³ | Cilindrata: 1.897, alesaggio e corsa: 93 x 69,8 mm (1.078, alesaggio e corsa 75 x 61 mm) cm³ | Cilindrata: 1.897, alesaggio e corsa: 93 x 69,8 mm (1.078, alesaggio e corsa 75 x 61 mm) cm³ |
| Distribuzione: monoalbero in testa (asse a camme laterale), due valvole per cilindro | Distribuzione: monoalbero in testa (asse a camme laterale), due valvole per cilindro | Distribuzione: monoalbero in testa (asse a camme laterale), due valvole per cilindro | Alimentazione: carburatore doppio corpo Solex 32/32 TDID (due carburatori monocorpo Solex 35 PDSI) | Alimentazione: carburatore doppio corpo Solex 32/32 TDID (due carburatori monocorpo Solex 35 PDSI) | Alimentazione: carburatore doppio corpo Solex 32/32 TDID (due carburatori monocorpo Solex 35 PDSI) |
| Prestazioni motore                                                                   | Potenza: 90 CV DIN a 5.100 giri/min (60 CV a 5200 giri/min) / Coppia: 14,9 mkg SAE a 2.500-3.100 giri/min (8,66 mkg a 4400 giri/min) | Potenza: 90 CV DIN a 5.100 giri/min (60 CV a 5200 giri/min) / Coppia: 14,9 mkg SAE a 2.500-3.100 giri/min (8,66 mkg a 4400 giri/min) | Potenza: 90 CV DIN a 5.100 giri/min (60 CV a 5200 giri/min) / Coppia: 14,9 mkg SAE a 2.500-3.100 giri/min (8,66 mkg a 4400 giri/min) | Potenza: 90 CV DIN a 5.100 giri/min (60 CV a 5200 giri/min) / Coppia: 14,9 mkg SAE a 2.500-3.100 giri/min (8,66 mkg a 4400 giri/min) | Potenza: 90 CV DIN a 5.100 giri/min (60 CV a 5200 giri/min) / Coppia: 14,9 mkg SAE a 2.500-3.100 giri/min (8,66 mkg a 4400 giri/min) |
| Frizione: monodisco a secco                                                          | Frizione: monodisco a secco | Frizione: monodisco a secco | Cambio: a 4 rapporti + RM | Cambio: a 4 rapporti + RM | Cambio: a 4 rapporti + RM |
| Telaio                                                                               | | | | | |
| Corpo vettura                                                                        | Scocca autoportante | Scocca autoportante | Scocca autoportante | Scocca autoportante | Scocca autoportante |
| Sterzo                                                                               | a circolazione di sfere | a circolazione di sfere | a circolazione di sfere | a circolazione di sfere | a circolazione di sfere |
| Sospensioni                                                                          | anteriori: a ruote indipendenti, trapezi, balestra trasversale inferiore, ammortizzatori idraulici telescopici / posteriori: ad assale rigido, puntoni longitudinali di spinta e reazione, molle elicoidali, barra trasversale Panhard, barra antirollio, ammortizzatori idraulici telescopici | anteriori: a ruote indipendenti, trapezi, balestra trasversale inferiore, ammortizzatori idraulici telescopici / posteriori: ad assale rigido, puntoni longitudinali di spinta e reazione, molle elicoidali, barra trasversale Panhard, barra antirollio, ammortizzatori idraulici telescopici | anteriori: a ruote indipendenti, trapezi, balestra trasversale inferiore, ammortizzatori idraulici telescopici / posteriori: ad assale rigido, puntoni longitudinali di spinta e reazione, molle elicoidali, barra trasversale Panhard, barra antirollio, ammortizzatori idraulici telescopici | anteriori: a ruote indipendenti, trapezi, balestra trasversale inferiore, ammortizzatori idraulici telescopici / posteriori: ad assale rigido, puntoni longitudinali di spinta e reazione, molle elicoidali, barra trasversale Panhard, barra antirollio, ammortizzatori idraulici telescopici | anteriori: a ruote indipendenti, trapezi, balestra trasversale inferiore, ammortizzatori idraulici telescopici / posteriori: ad assale rigido, puntoni longitudinali di spinta e reazione, molle elicoidali, barra trasversale Panhard, barra antirollio, ammortizzatori idraulici telescopici |
| Freni                                                                                | anteriori: a disco / posteriori: a tamburo sulle posteriori, con comando idraulico e servofreno a depressione. Freno a mano sulle posteriori con comando meccanico | anteriori: a disco / posteriori: a tamburo sulle posteriori, con comando idraulico e servofreno a depressione. Freno a mano sulle posteriori con comando meccanico | anteriori: a disco / posteriori: a tamburo sulle posteriori, con comando idraulico e servofreno a depressione. Freno a mano sulle posteriori con comando meccanico | anteriori: a disco / posteriori: a tamburo sulle posteriori, con comando idraulico e servofreno a depressione. Freno a mano sulle posteriori con comando meccanico | anteriori: a disco / posteriori: a tamburo sulle posteriori, con comando idraulico e servofreno a depressione. Freno a mano sulle posteriori con comando meccanico |
| Pneumatici                                                                           | 165 HR 13 (155 SR 13) / Cerchi: 4J 13 | 165 HR 13 (155 SR 13) / Cerchi: 4J 13 | 165 HR 13 (155 SR 13) / Cerchi: 4J 13 | 165 HR 13 (155 SR 13) / Cerchi: 4J 13 | 165 HR 13 (155 SR 13) / Cerchi: 4J 13 |
| Prestazioni dichiarate                                                               | | | | | |
| Velocità: 185 (155) km/h                                                             | Velocità: 185 (155) km/h | Velocità: 185 (155) km/h | Accelerazione: 11"5 (16"5) | Accelerazione: 11"5 (16"5) | Accelerazione: 11"5 (16"5) |
| Consumi                                                                              | a 90 km/h: 8,6; a 120 km/h: 10,5; urbano: 14,3 lt/100 km (a 90 km/h: 9,5; a 120 km/h: 10,5; urbano: 13,3 lt/100 km) | a 90 km/h: 8,6; a 120 km/h: 10,5; urbano: 14,3 lt/100 km (a 90 km/h: 9,5; a 120 km/h: 10,5; urbano: 13,3 lt/100 km) | a 90 km/h: 8,6; a 120 km/h: 10,5; urbano: 14,3 lt/100 km (a 90 km/h: 9,5; a 120 km/h: 10,5; urbano: 13,3 lt/100 km) | a 90 km/h: 8,6; a 120 km/h: 10,5; urbano: 14,3 lt/100 km (a 90 km/h: 9,5; a 120 km/h: 10,5; urbano: 13,3 lt/100 km) | a 90 km/h: 8,6; a 120 km/h: 10,5; urbano: 14,3 lt/100 km (a 90 km/h: 9,5; a 120 km/h: 10,5; urbano: 13,3 lt/100 km) |
| Fonte dei dati:                                                                      | | | | | |